# الرشاد (بغداد)
الشماعية أو الرشاد  أحد احياء العاصمة العراقية بغداد، يقع في شرق بغداد في جهة الرصافة.
يوجد في الحي مستشفى مستشفى الرشاد، كان يعرف سابقا بمستشفى الشماعية، وهو مختص بالأمراض العقلية والنفسية.

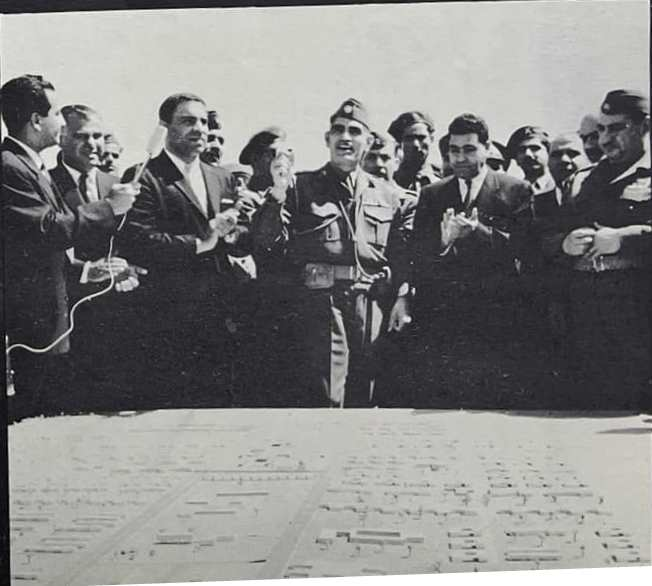
عبد الكريم قاسم يضع حجر الاساس لمدينة الرشاد في بغداد عام 1960

وضع حجر الاساس لمدينة الرشاد رئيس الوزراء عبد الكريم قاسم يوم 24 آذار عام 1960.